# Eishockey-Regionalliga 1967/68
Die Eishockey-Regionalliga 1967/68 war die dritte Saison der dritthöchsten deutschen Spielstufe im Eishockey unter diesem Namen. Sie wurde in zwei regionalen Gruppen ausgespielt. Die Gruppensieger spielten der deutschen Regionalligameister aus. Dabei gewann der Sieger der Süd-Gruppe EV Landsberg in zwei Spielen gegen den Berliner FC Preussen.

## Regionalliga Nord
Das genaue Teilnehmerfeld und der Modus der Gruppe Nord sind unklar. Der Berliner FC Preussen nahm für die Gruppe Nord an der Regionalligameisterschaft teil. An der Qualifikationsrunde Nord zur Oberliga 1968/69 nahmen zudem teil:
- HTSV Bremen
- ERC Westfalen Dortmund
- Hamburger SC

Der VERC Lauterbach hatte sich vor der Saison vom Spielbetrieb zurückgezogen.

## Regionalliga Süd

### Teilnehmer
Aufgestiegen waren der Meister der Landesliga Bayern SC Reichersbeuern und der Vizemeister VER Selb.
- SC Garmisch-Partenkirchen
- EV Landsberg (Absteiger)
- TEV Miesbach (Absteiger)
- EV Pfronten
- SC Reichersbeuern (Aufsteiger)
- VER Selb (Aufsteiger)

### Modus
Die sechs Mannschaften spielten eine Einfachrunde. Anschließend spielten alle Mannschaften mit den schlechteren drei Mannschaften der Oberliga Süd die Qualifikationsrunde zur Eishockey-Oberliga 1968/69 aus.

### Tabelle
|    |                           | Sp | S | U | N | Tore  | Punkte |
| -- | ------------------------- | -- | - | - | - | ----- | ------ |
| 1. | EV Landsberg              | 10 | 7 | 2 | 1 | 61:30 | 16:04  |
| 2. | TEV Miesbach              | 10 | 8 | 0 | 4 | 44:24 | 16:04  |
| 3. | EV Pfronten               | 10 | 3 | 2 | 5 | 39:46 | 08:12  |
| 4. | SC Garmisch-Partenkirchen | 10 | 3 | 1 | 6 | 45:50 | 07:13  |
| 5. | SC Reichersbeuern         | 10 | 3 | 1 | 6 | 33:58 | 07:13  |
| 6. | VER Selb                  | 10 | 2 | 2 | 6 | 37:48 | 06:14  |

Abkürzungen: Sp = Spiele, S = Siege, U = Unentschieden, N = Niederlagen.

Erläuterungen: Teilnahme an Regionalligameisterschaft.

## Deutsche Regionalligameisterschaft
EV Landsberg – Berliner FC Preussen 11:4 und 11:2